# HD202730
HD202730 — подвійна зоря. 
Ця подвійна система має видиму зоряну величину в смузі V приблизно 4,5.
Вона розташована на відстані близько 97,1 світлових років від Сонця.

## Подвійна зоря
Головна зоря цієї системи належить до хімічно пекулярних зір й має спектральний клас A4.
Інша компонента має  спектральний клас A8.